# Heterischnus bicolorator
Heterischnus bicolorator är en stekelart som först beskrevs av Aubert 1965.  Heterischnus bicolorator ingår i släktet Heterischnus och familjen brokparasitsteklar. Inga underarter finns listade i Catalogue of Life.